# Gamaliel III.
Rabban Gamaliel III. (hebräisch רבן גמליאל ברבי; † 235) war ein jüdischer Patriarch des 3. nachchristlichen Jahrhunderts in den Jahren 217 bis 235.

## Leben
Er war der Sohn des berühmten Jehuda ha-Nasi, des Hauptredaktors der Mischna, mit dem die Ära der Tannaiten zu einem großartigen Abschluss kam, und wurde von diesem zu seinem Nachfolger im Patriarchat bestimmt (Ket 103b).
Gamaliel III. setzte die literarische Arbeit seines Vaters fort, unter seiner Leitung wurde die Redaktion der Mischna vollendet, einige seiner Aussprüche sind dort auch erhalten (Sprüche der Väter II,2-4).
Das erste Zitat meint: 

„Schön ist das Thorastudium in Verbindung mit weltlicher Beschäftigung und guter Sitte …“

Das zweite Zitat warnt: 

„Seid vorsichtig mit Machthabern, denn sie ziehen den Menschen nur zu ihrem eigenen Nutzen an sich heran; sie erscheinen wie Freunde zur Zeit ihres Nutzens, stehen aber dem Menschen nicht bei zur Zeit seiner Not.“

Das dritte Zitat empfiehlt: 

„Erfülle seinen Willen wie deinen Willen, damit er deinen Willen erfülle wie seinen Willen. Vereitle deinen Willen vor seinem Willen, damit er den Willen anderer vereitle vor deinem Willen.“

Ein Grab in Bet Schearim mit dem Namen R. Gamaliels neben einem anderen mit dem Namen R. Simeons könnte seines sowie das seines Bruders sein.